# Église Saint-Symphorien d'Aucaleuc
L'église Saint-Symphorien est une église catholique située à Aucaleuc, dans le département français des Côtes-d'Armor.

## Histoire

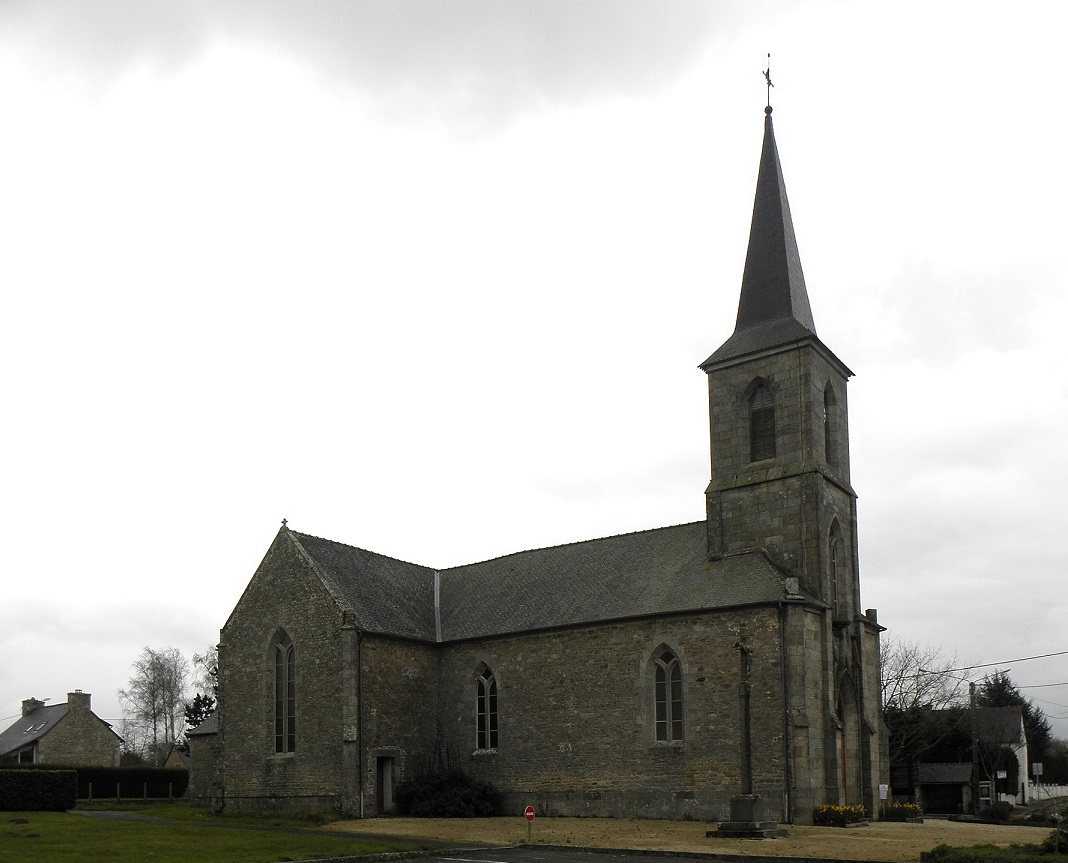
Vue générale de l'église.

Il se trouvait auparavant une église située au cimetiére. C'est en 1864 qu'elle fut remplacée par ce nouvel édifice.

## Description

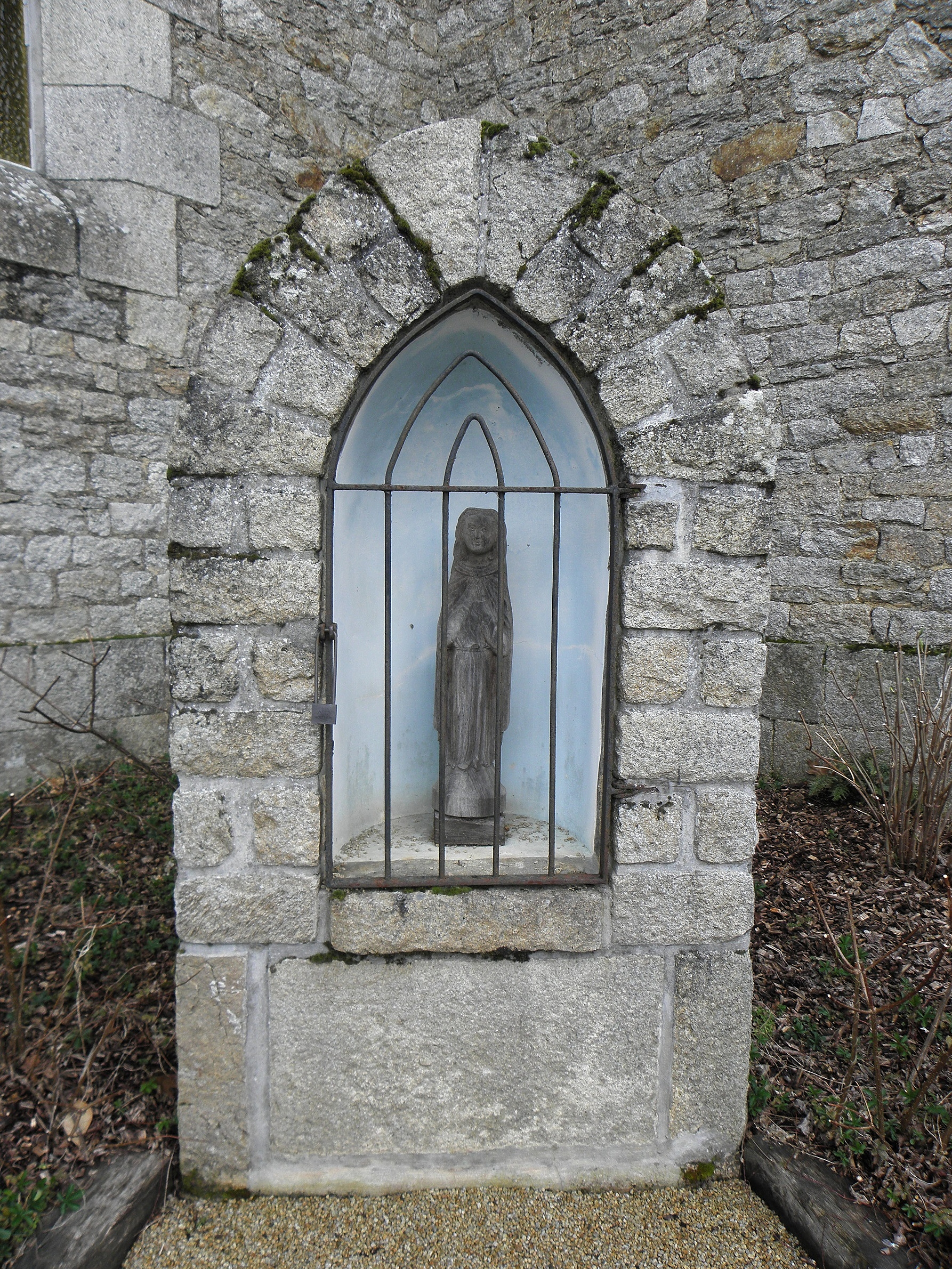
Un oratoire.

Le plan est en croix latine avec une nef unique. L'entrée est signalée par un clocher-porche.